# Holarctias sentinaria
Holarctias sentinaria är en fjärilsart som beskrevs av Jacob Hübner och Charles Andreas Geyer 1837. Holarctias sentinaria ingår i släktet Holarctias och familjen mätare. Inga underarter finns listade i Catalogue of Life.